# Liste der Gedenktafeln in Berlin-Friedenau
Die Liste der Gedenktafeln in Berlin-Friedenau enthält die Namen, Standorte und, soweit bekannt, das Datum der Enthüllung von Gedenktafeln.
Die Liste ist nicht vollständig.

## Friedenau
| Bild | Name                                    | Standort                    | Datum der Enthüllung |
| ---- | --------------------------------------- | --------------------------- | -------------------- |
|      | Hans Altmann                            | Rheinstraße 1               |                      |
|      | Berliner Blockade                       | Handjerystraße 2            |                      |
|      | Blinde Mitbürger                        | Goßlerstraße 26a            |                      |
|      | Max Bruch                               | Albestraße 3                |                      |
|      | Comedian Harmonists                     | Stubenrauchstraße 47        |                      |
|      | Georg Hermann                           | Bundesallee 80              |                      |
|      | Georg Hermann                           | Stubenrauchstraße 6         |                      |
|      | Kurt Hiller                             | Hähnelstraße 9              |                      |
|      | Hannah Höch                             | Büsingstraße 16             |                      |
|      | Kaisereiche                             | Rheinstraße Ecke Saarstraße |                      |
|      | Karl Kautsky                            | Saarstraße 14               |                      |
|      | Adam Kuckhoff                           | Wilhelmshöher Straße 18     |                      |
|      | La Belle                                | Hauptstraße 74              |                      |
|      | Perelsplatz                             | Perelsplatz                 | 2021                 |
|      | Friedrich Justus Perels                 | Perelsplatz 6–9             |                      |
|      | Philippus-Kirche                        | Stierstraße 17              |                      |
|      | Martin Punitzer                         | Hauptstraße 78              |                      |
|      | Uwe Johnson und Karl Schmidt-Rottluff   | Niedstraße 14               |                      |
|      | Seniorenfreizeitstätte                  | Stierstraße 20              |                      |
|      | Margarete Sommer                        | Laubacher Straße 15         |                      |
|      | Kurt Tucholsky                          | Bundesallee 79              |                      |
|      | Günther Weisenborn                      | Niedstraße 25               |                      |
|      | Wroclawskie krasnale (Breslauer Zwerge) | Niedstraße 1                |                      |
|      | Volkmar Zühlsdorff                      | Homuthstraße 5              |                      |
|      | Kirche Zum Guten Hirten                 | Bundesallee 76a             |                      |
|      | Kirche Zum Guten Hirten                 | Friedrich-Wilhelm-Platz     |                      |